# Chrysotus quadratus
Chrysotus quadratus är en tvåvingeart som beskrevs av Wang och Yang 2006. Chrysotus quadratus ingår i släktet Chrysotus och familjen styltflugor. Inga underarter finns listade i Catalogue of Life.